# Айрини Уорт
Айрини Уорт (англ. Irene Worth), при рождении Гарриет Элизабет Абрамс (англ. Harriet Elizabeth Abrams; 23 июня 1916, Фэрбери, Небраска — 9 марта 2002, Нью-Йорк) — американская актриса, лауреат премий BAFTA и «Тони». Одна из крупнейших звезд американской и британской сцены.

## Биография
Родилась в 1916 году в меннонитской семье преподавателей. Вместе с семьёй переехала в Калифорнию в 1920 году. Окончила Калифорнийский университет в Лос-Анджелесе и Королевскую театральную школу Лондонского университета.
С 1942 года выступала на театральной сцене, в 1948 году дебютировала в кино. С 1951 года играла в театре «Олд Вик», исполнила несколько шекспировских ролей, в том числе Дездемону и леди Макбет. С 1962 года выступала в лондонском театре «Олдвич», где, в частности, сыграла Гонерилью в спектакле «Король Лир», поставленном Питером Бруком; в дальнейшем не раз сотрудничала с Бруком.
В 1965 году выступила в Нью-Йорке (в пьесе Эдварда Олби «Крошка Элис»), с 1970-х годов постоянно играла на Бродвее. Помимо прославивших её шекспировских ролей, играла в пьесах Сенеки, Шиллера, Ибсена, Чехова, Элиота, Беккета, Лилиан Хеллман, Теннесси Уильямса, Дюрренматта, Уго Бетти, Эдварда Олби, Нила Саймона и других. Была блестящим партнёром крупнейших актёров театра и кино своего времени.
Многократно выступала с собственными драматическими композициями («театр одного актёра») по произведениям Вирджинии Вулф, Тургенева, Ноэла Кауарда, Эдит Уортон.
Скончалась 9 марта 2002 года от второго инфаркта. На её погребальной церемонии выступали Эдвард Олби, Кристофер Уокен, Мерил Стрип, Мерседес Рул, Алан Рикман, играли Пола Робисон и Орасио Гутьеррес.

## Фильмография
| Год       |    | Русское название             | Оригинальное название           | Роль                        |
| --------- | -- | ---------------------------- | ------------------------------- | --------------------------- |
| 1948      | ф  | Одна ночь с тобой            | One Night with You              | Лина Линари                 |
| 1948      | ф  | —                            | Another Shore                   | Бакси Вир-Браун             |
| 1949      | тф | —                            | Myself a Stranger               | Хейзер Кроуфорд             |
| 1949      | тф | —                            | Counsel’s Opinion               | Лесли                       |
| 1949      | тф | —                            | Antigone                        | Антигона                    |
| 1949      | тф | Герцогиня Мальфи             | The Duchess of Malfi            | герцогиня Мальфи            |
| 1950      | с  | Телевизионный театр Филко    | The Philco Television Playhouse | н/д                         |
| 1952      | ф  | Засекреченные люди           | Secret People                   | мисс Джексон                |
| 1953      | с  | —                            | Wednesday Theatre               | Энн Уотли                   |
| 1953—1955 | с  | BBC Театр воскресным вечером | BBC Sunday-Night Theatre        | разные персонажи            |
| 1957—1966 | с  | ITV Пьеса недели             | ITV Play of the Week            | разные персонажи            |
| 1958      | ф  | Приказы убивать              | Orders to Kill                  | Леони                       |
| 1959      | с  | Сборник                      | Omnibus                         | н/д                         |
| 1959      | ф  | Козёл отпущения              | The Scapegoat                   | Франсуаза                   |
| 1960      | с  | ITV Телетеатр                | ITV Television Playhouse        | Инез                        |
| 1961      | тф | —                            | Drama Into Opera: Oedipus Rex   | Иокаста                     |
| 1962      | с  | Фестиваль                    | Festival                        | Рейчел Верни                |
| 1962      | ф  | Семь морей до Кале           | Il dominatore dei 7 mari        | Елизавета I                 |
| 1964      | с  | Премьера                     | First Night                     | белая леди                  |
| 1965      | с  | Тридцать минут театра        | Thirty-Minute Theatre           | мисс Коллинс                |
| 1969      | с  | —                            | A Touch of Venus                | Линда Карфилд               |
| 1971      | ф  | Король Лир                   | King Lear                       | Гонерилья                   |
| 1971      | ф  | Николай и Александра         | Nicholas and Alexandra          | императрица Мария Фёдоровна |
| 1974      | с  | Величайшие тайны             | Orson Welles’ Great Mysteries   | миссис Перди                |
| 1975      | тф | —                            | The Way of the World            | леди Уишфорт                |
| 1976      | с  | —                            | Arena                           | принцесса Космонополис      |
| 1977      | тф | —                            | The Displaced Person            | миссис Макинтайр            |
| 1979      | ф  | Богатые дети                 | Rich Kids                       | мать Мэделин                |
| 1979      | тф | —                            | Under This Sky                  | Элизабет Кейди Стэнтон      |
| 1980      | тф | Счастливые дни               | Happy Days                      | Уинни                       |
| 1981      | ф  | Свидетель                    | Eyewitness                      | миссис Соколов              |
| 1982      | ф  | Смертельная ловушка          | Deathtrap                       | Хельга Провинциалка         |
| 1983      | тф | За отдельными столиками      | Separate Tables                 | мисс Рейлтон-Белл           |
| 1983      | с  | —                            | Storyboard                      | миссис Брессингхэм          |
| 1984      | тф | Трагедия Кориолана           | The Tragedy of Coriolanus       | Волумния                    |
| 1984      | ф  | Запретная любовь             | Forbidden                       | Рут Фридлендер              |
| 1985      | ф  | Полный вперёд                | Fast Forward                    | Айда Сейбол                 |
| 1986      | с  | —                            | Ladies in Charge                | графиня Кутузова            |
| 1988      | с  | Американский театр           | American Playhouse              | Пэтти Бенедикт              |
| 1989      | тф | Собиратели ракушек           | The Shell Seekers               | Долли Килинг                |
| 1993      | ф  | Затерянные в Йонкерсе        | Lost in Yonkers                 | бабушка Курнитс             |
| 1993      | тф | —                            | The Poetry Hall of Fame         | н/д                         |
| 1996      | с  | Вспоминая радио WENN         | Remember WENN                   | Флоренс Дантроп Меллон      |
| 1998      | ф  | Спекулянт                    | Just the Ticket                 | миссис Хейвуд               |
| 1999      | ф  | Онегин                       | Onegin                          | княжна Алина                |

## Награды и номинации
| Год  | Награда | Категория                                              | Название работы            | Результат |
| ---- | ------- | ------------------------------------------------------ | -------------------------- | --------- |
| 1959 | BAFTA   | Лучшая британская актриса                              | Приказы убивать            | Победа    |
| 1960 | Тони    | Лучшая актриса в пьесе                                 | Игрушки на чердаке         | Номинация |
| 1965 | Тони    | Лучшая актриса в пьесе                                 | Крошка Элис                | Победа    |
| 1976 | Тони    | Лучшая актриса в пьесе                                 | Сладкоголосая птица юности | Победа    |
| 1977 | Тони    | Лучшая актриса в пьесе                                 | Вишнёвый сад               | Номинация |
| 1991 | Тони    | Лучшая актриса второго плана в пьесе                   | Затерянные в Йонкерсе      | Победа    |
| 1990 | Эмми    | Лучшая актриса второго плана в мини-сериале или фильме | Собиратели ракушек         | Номинация |
| 1996 | Эмми    | Лучшая приглашённая актриса в комедийном телесериале   | Вспоминая радио WENN       | Номинация |